# Dashiqiao
Dashiqiao (大石桥市S, DàshíqiáoP) è una città-contea della Cina, situata nella provincia di Liaoning e amministrata dalla prefettura di Yingkou.